# Pianta rampicante

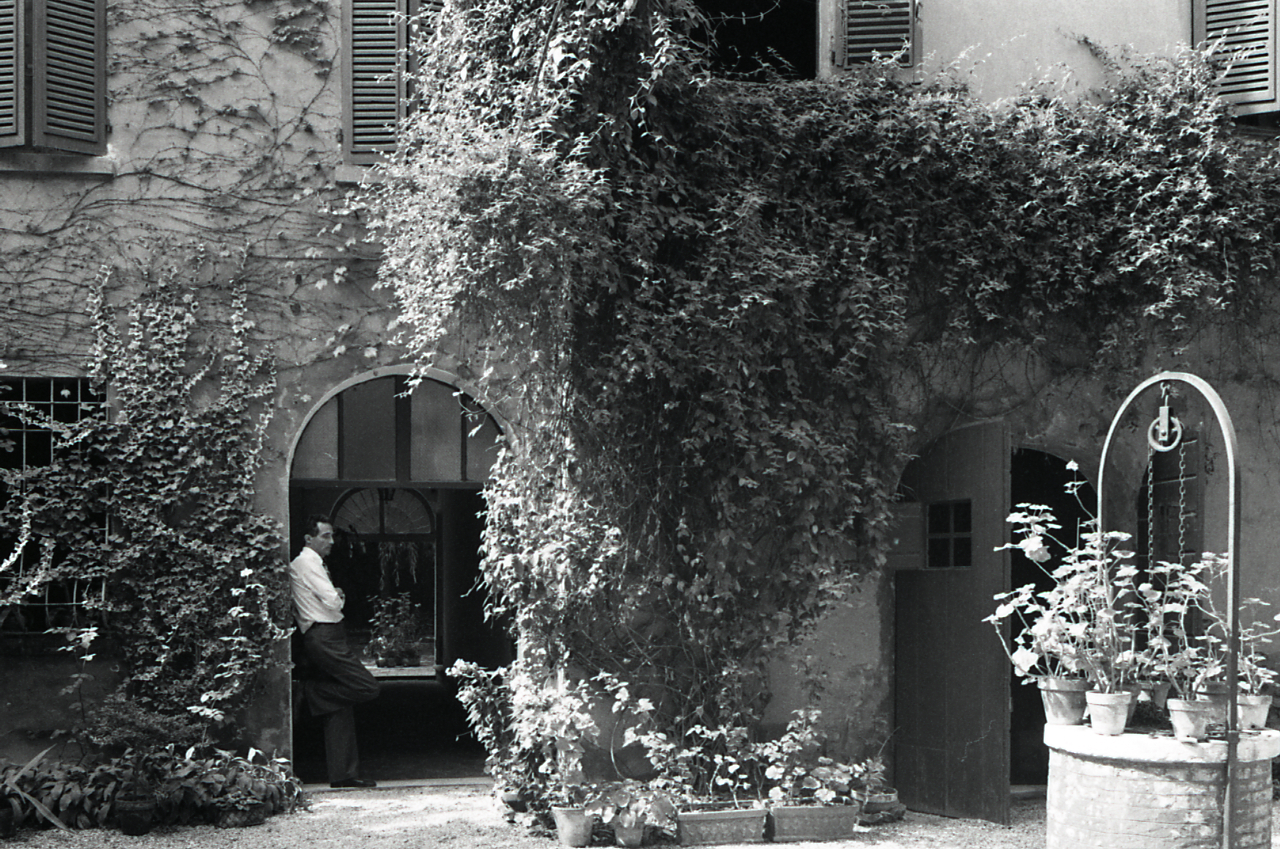
Piante rampicanti sulle pareti esterne di un edificio.

Con il termine piante rampicanti ci si riferisce a piante che hanno la capacità di appoggiarsi e arrampicarsi a pareti verticali o altre piante vicine. Le pareti ricoperte da queste piante favoriscono, inoltre, l'isolamento termico, acustico, nonché la protezione dalle intemperie.
Questa loro capacità permette la creazione di pareti fiorite o comunque ricoperte di verde, che hanno principalmente scopo ornamentale. La funzione di sostegno delle piante rampicanti può essere svolta dai viticci. Le rampicanti sono piante con un fusto molto lungo e flessibile e necessitano di appoggiarsi ad un sostegno per poter crescere. Sono conosciute per l'utilità di avvolgere, addobbare e riempire muri, pali e recinzioni, e sono indispensabili nel caso di strutture da giardino come bersò, pergolati e graticci da giardino, appositamente costruite per esserne ricoperte.
Alcune rampicanti sono piante sempreverdi, cioè capaci di mantenersi sempre verdi e vitali anche durante l'inverno.

## Vantaggi e svantaggi
Le piante rampicanti possono nascondere muri la cui vista non è gradita, rendendo la parete più piacevole da vedere e stagionalmente fiorita. Alcune strutture da giardino e da parco, come i bersò e i pergolati, sono costruite appositamente per essere ricoperte da rampicanti. Nel caso vengano fatte crescere su muri di edifici, la massa delle loro chiome crea una sorta di camera d'aria che garantisce un migliore isolamento termico ed acustico, e proteggono la superficie del muro dalle intemperie. Nel caso di piante rampicanti a foglie caduche, l'effetto isolante è assente durante l'inverno e in certi climi e in certe esposizioni ciò costituisce un vantaggio. Alcune piante rampicanti da fiore, come il gelsomino e i campanelli, non si aggrappano ai sostegni con radici avventizie, ma grazie ad un fusto volubile. In questi casi, è necessario farle crescere vicino a adatti sostegni, come canne, fili e graticci da giardino.
Naturalmente le piante rampicanti vanno curate e contenute, per evitare che possano danneggiare le strutture, le pareti e gli oggetti a cui sono appoggiate. Solo alcune piante rampicanti sono dotate di radici avventizie e in questi casi è necessaria una manutenzione che impedisca la diffusione delle radici all'interno di muri, crepe e infrastrutture.
Se l'edera o altre piante con radici avventizie non sono contenute da opportune potature e se crescono su alberi deperienti, possono danneggiare le piante a cui sono appoggiate. Contrariamente all'opinione comune, l'edera non è assolutamente una pianta parassita e non solo la sua presenza negli ambienti naturali non deve mai preoccupare, ma questa pianta svolge un importante ruolo ecologico. Nei giardini, le piante rampicanti con radici avventizie, come tutte le piante ornamentali, vanno curate e controllate e problemi possono sorgere solo in assenza di cure.

## Esempi
Alcune piante rampicanti sono:
| Nome                                                 | Immagine |
| ---------------------------------------------------- | -------- |
| Actinidia                                            |          |
| Akebia                                               |          |
| Allamanda                                            |          |
| Ampelopsis brevipedunculata                          |          |
| Aristolochia                                         |          |
| Bauhinia                                             |          |
| Berberidopsis                                        |          |
| Bignonia                                             |          |
| Bougainvillea                                        |          |
| Caprifoglio                                          |          |
| Celastro                                             |          |
| Cestrum                                              |          |
| Clematide                                            |          |
| Clianthus puniceus                                   |          |
| Cobaea scandens                                      |          |
| Convolvolo                                           |          |
| Dipladenia                                           |          |
| Edera                                                |          |
| Ficus pumila                                         |          |
| Hardenbergia violacea                                |          |
| Gelsomino                                            |          |
| Glicine                                              |          |
| Guaranà                                              |          |
| Gymnema sylvestre                                    |          |
| Luppolo                                              |          |
| Ipomoea purpurea                                     |          |
| Nasturzio nano                                       |          |
| Ortensia rampicante                                  |          |
| Pandorea                                             |          |
| Parthenocissus                                       |          |
| Passiflora                                           |          |
| Petrea volubilis                                     |          |
| Pisello odoroso                                      |          |
| Piombaggine                                          |          |
| Pileostegia viburnoides                              |          |
| Plumbago                                             |          |
| Rosa Cocktail, Rosa Golden Showers e rose rampicanti |          |
| Rhyncospermum jasminoides                            |          |
| Solanum jasminoides                                  |          |
| Stephanotis                                          |          |
| Streptosolen jamesonii                               |          |
| Susanna dagli Occhi Neri - Thunbergia Alata          |          |
| Tibouchina                                           |          |

## Galleria d'immagini

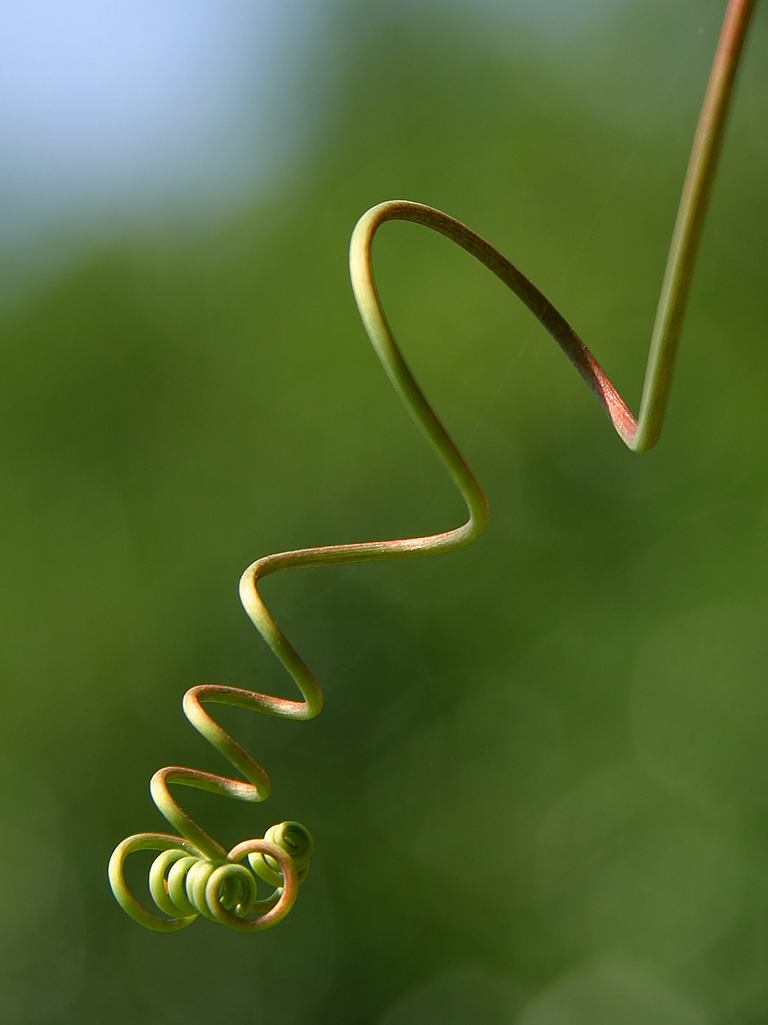
Viticcio
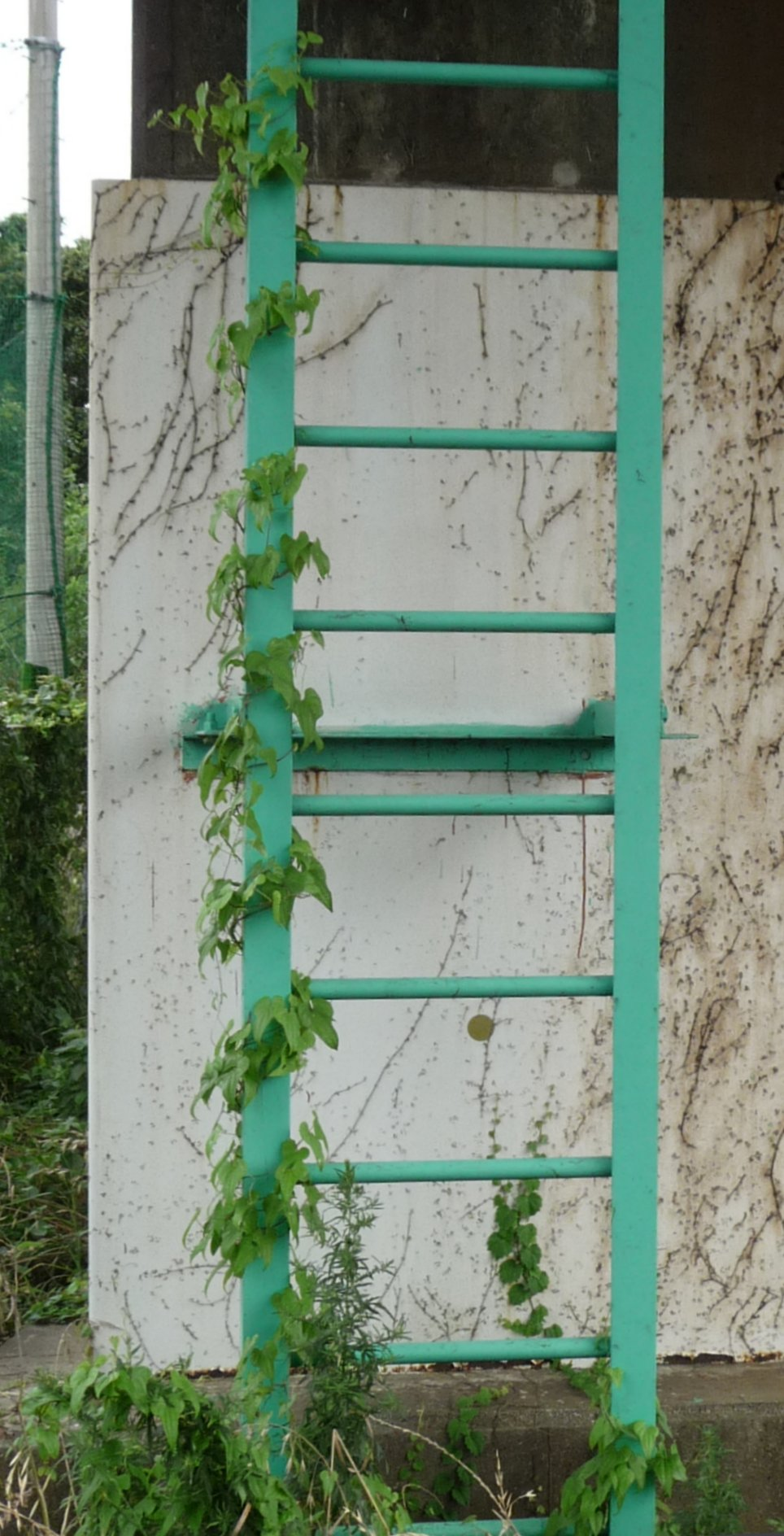
Convolvulus che si attorciglia attorno ad una scala fissa in acciaio
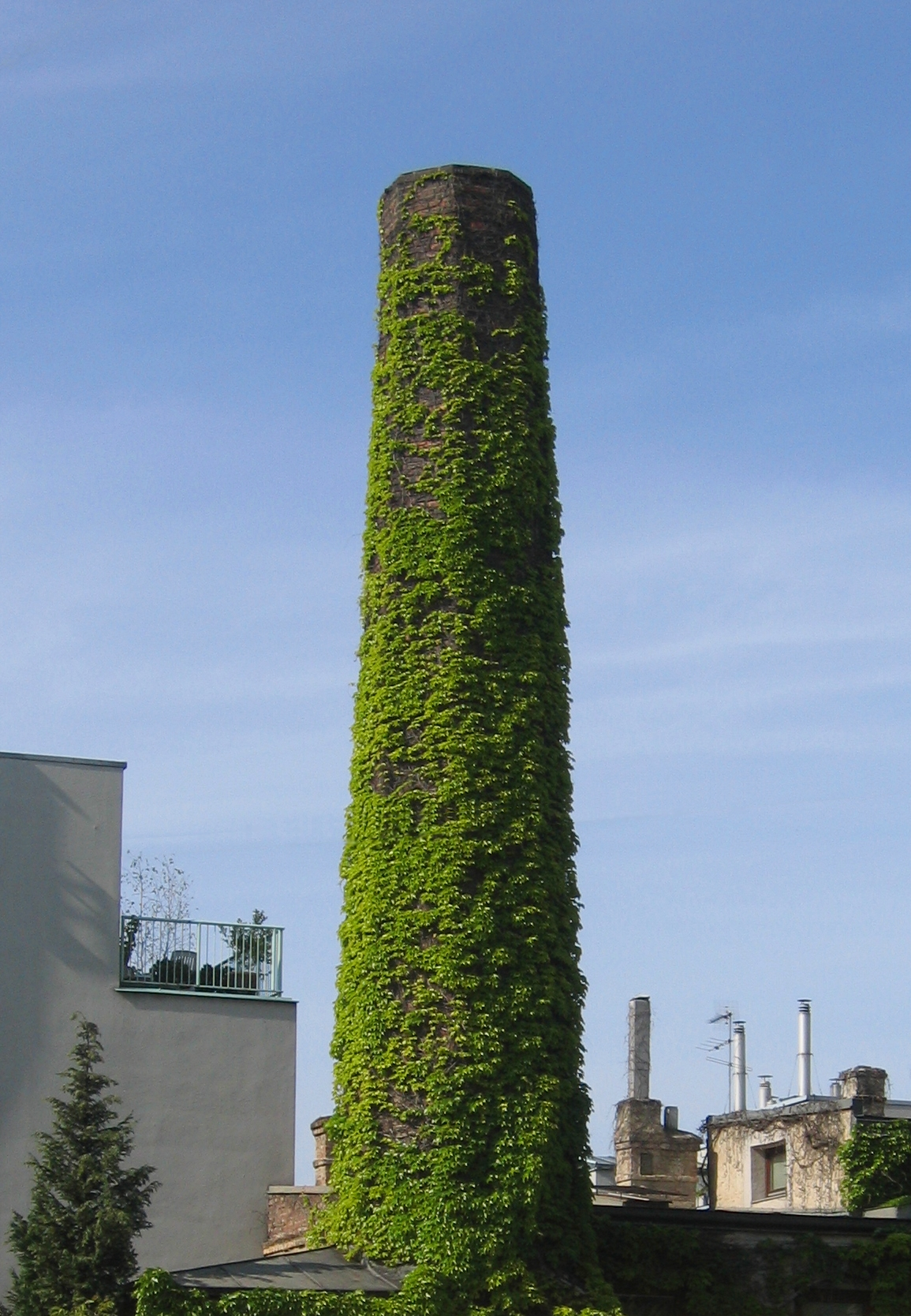
Vite che copre un camino
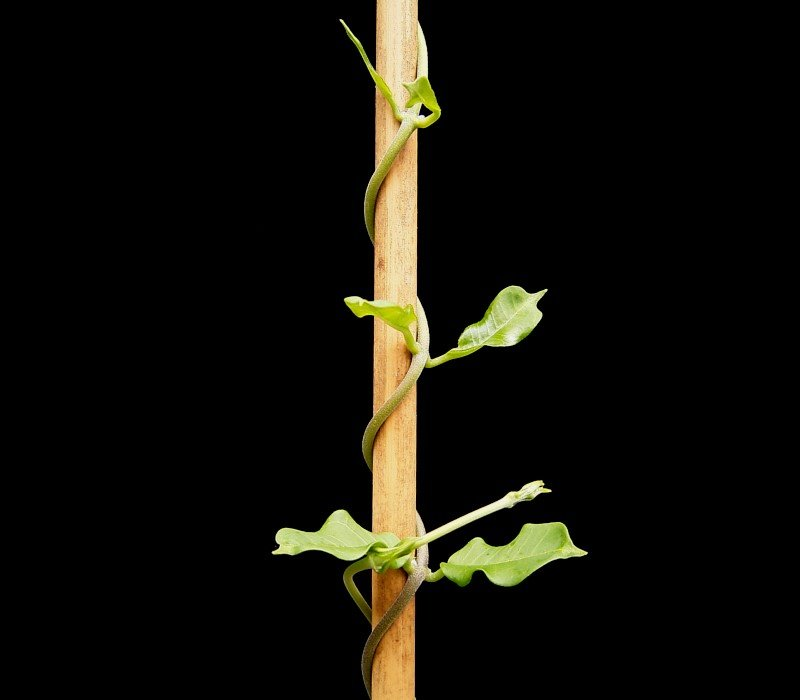
Fockea
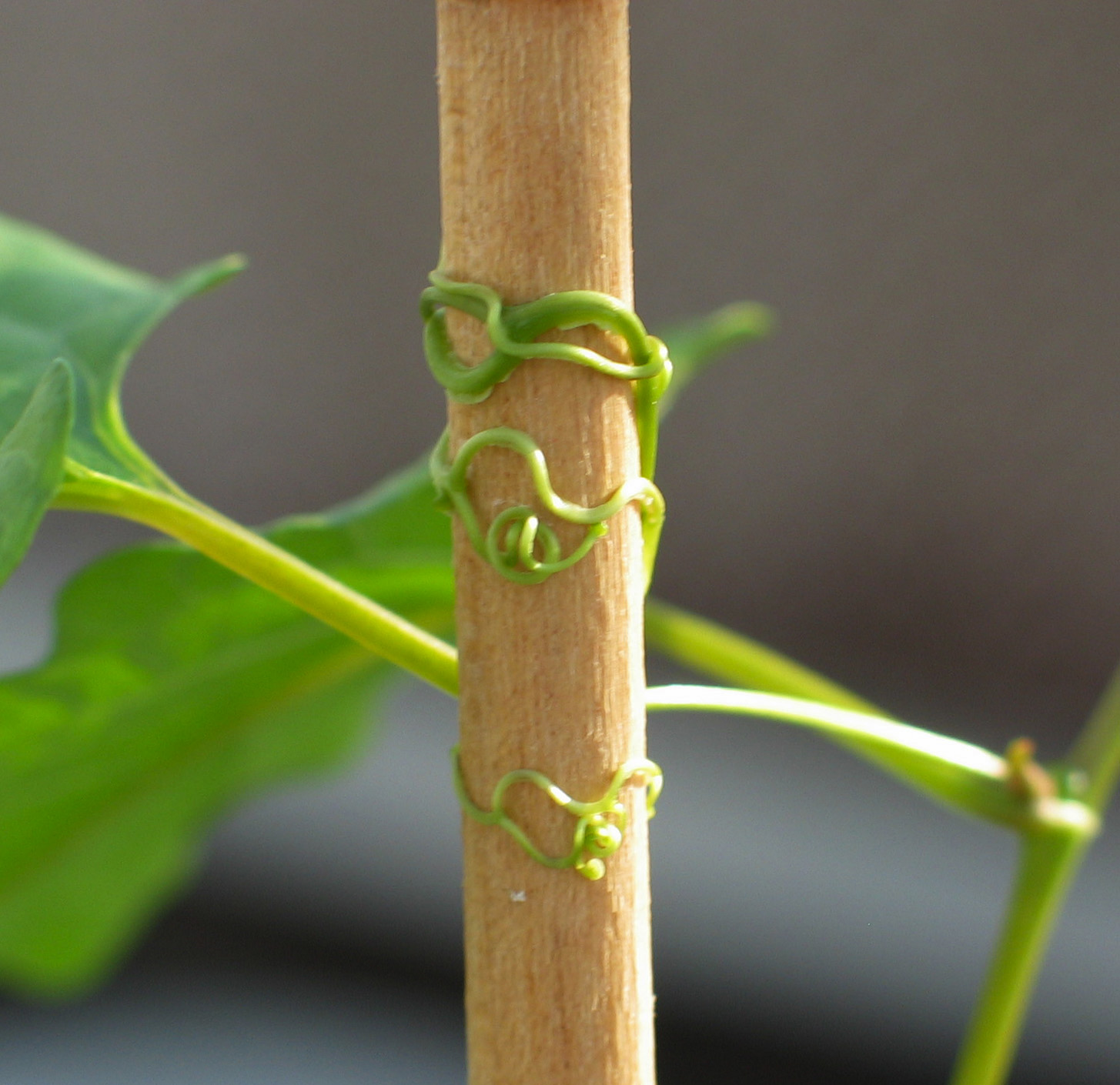
Brunnichia ovata